# Iguaracy
Iguaracy é um município brasileiro do estado de Pernambuco. Administrativamente, o município é composto pelos distritos: Jabitacá, Irajaí, povoado da Caatingueira e sede. Sua população é de 11.081,estimada pelo IBGE no senso de 2022, sendo o 10º município mais populoso da Microrregião do Pajeú.

## História
Originalmente, Iguaracy nem tinha esse nome: foi um distrito, criado em 25 de novembro de 1916, com o nome de Macacos e subordinado ao município de Afogados da Ingazeira. Só em 31 de dezembro de 1948 a lei estadual 421 alteraria seu nome para Iguaraci. A condição de distrito se manteria ainda por 15 anos, quando a lei estadual 4.954, de 20 de dezembro de 1963, não só o desmembraria de Afogados da Ingazeira, transformando-o em município autônomo, como alteraria a grafia de seu nome para Iguaracy, que se mantém até os dias atuais.

## Geografia
Compõem o município três distritos: Iguaraci, Irajaí e Jabitacá.

## Clima
O clima é semiárido quente, com temperaturas variando entre 20 °C e 36 °C durante a manhã e podendo alcançar temperaturas inferiores a 19°C facilmente durante a noite.

## Cultura e Eventos
- Festa de São Sebastião (Iguaracy) 10 a 20 de janeiro
- Bloco Iguaracy Folia -  Existe carnaval em iguaracy! (Iguaracy) Período carnavalesco
- Festa de São José (Irajaí) 10 a 19 de março
- Ciclo Junino (Iguaracy) 20 a 28 de junho
- Festa de Nossa Senhora dos Remédios (Jabitacá) 06 a 15 de agosto
- Festa de São Vicente Ferrer (Caatingueira) 23 a 25 de setembro
- Emancipação Política (Iguaracy) 20 de dezembro